# Prêmios Satellite
Os Prêmios Satellite (no original, em inglês: Satellite Awards) são prêmios entregues anualmente pela International Press Academy para honrar as melhores realizações da indústria cinematográfica e televisiva. A premiação era originalmente conhecida por Golden Satellite Awards desde 1997. Os indicados ao prêmio são anunciados no mês de novembro, ao passo que o evento de premiação ocorre a cada ano no Hotel InterContinental, em Century City, Los Angeles. Antigamente, a cerimônia dividia as categorias em Comédia ou Musical e Drama, porém, a partir de 2012, elas foram unificadas. Tidos como um dos prêmios mais prestigiados da indústria, são considerados uma previsão das premiações para o Oscar.

## Categorias

### Cinema
- Melhor ator (drama e comédia/musical)
- Melhor atriz (drama e comédia/musical)
- Melhor ator coadjuvante (drama e comédia/musical)
- Melhor atriz coadjuvante (drama e comédia/musical)
- Melhor filme de animação
- Melhor direção de arte
- Melhor elenco (2004—presente)
- Melhor fotografia
- Melhor figurino
- Melhor diretor
- Melhor documentário
- Melhor edição
- Melhor filme de drama
- Melhor filme musical ou comédia
- Melhor filme estrangeiro
- Melhor trilha sonora
- Melhor canção original
- Melhor roteiro adaptado
- Melhor roteiro original
- Melhor edição de som (1999—presente)
- Melhores efeitos visuais

### Televisão
- Melhor ator em série de drama
- Melhor atriz em série de drama
- Melhor ator em série musical ou de comédia
- Melhor atriz em série musical ou de comédia
- Melhor ator em minissérie ou telefilme
- Melhor atriz em minissérie ou telefilme
- Melhor ator coadjuvante em uma série, minissérie ou telefilme (2001—presente)
- Melhor atriz coadjuvante em uma série, minissérie ou telefilme (1996—presente)
- Melhor elenco em uma série (2005—presente)
- Melhor série de drama
- Melhor série musical ou de comédia
- Melhor minissérie ou telefilme (1996—1998)
- Melhor minissérie (1999—presente)
- Melhor telefilme (1999—presente)